# Anarquismo e veganismo

Símbolo do anarcoveganismo.

Anarcoveganismo é uma filosofia política do veganismo (mais especificamente, os direitos dos animais) e anarquismo, a criação de uma práxis combinada que é projetada para ser um meio de revolução social.  Isso abrange ver o estado como desnecessário e prejudicial aos animais, tanto humanos quanto não humanos, enquanto praticando um estilo de vida vegano. Ou é percebido como uma teoria combinada, ou como ambas as filosofias sendo essencialmente as mesmas. É ainda descrito como uma perspectiva antiespecista de anarquismo verde, ou uma perspectiva anarquista da libertação animal.
Anarcoveganos, normalmente, veem dinâmicas opressivas e interligadas no seio da sociedade (de estatismo, racismo e sexismo a supremacia humana) e redefinem o veganismo como uma filosofia radical que vê o Estado como prejudicial para os animais.
Ideologicamente, é um movimento em defesa dos seres humanos, dos animais e da liberação da Terra, tudo isto sendo considerado como parte da mesma luta. Aqueles que acreditam no anarcoveganismo podem ser contra ou a favor de mudanças em relação ao tratamento dos animais, apesar de não definirem metas para mudanças dentro da lei.
A filosofia foi popularizada por Brian A. Dominick em Libertação Animal e Revolução Social e, mais tarde promovido pela banda anarcopunk The Virus usando um zine chamado "Veganarchy", simbologia anarquista, e o preso político Jonny Ablewhite. A ideologia é, por vezes, referida como o veganismo radical, de total libertação, revolução total. No entanto, nem todos os que acreditam nestes termos se consideram anarcoveganos.

## Termos
Anarquismo é uma filosofia política que engloba teorias e atitudes que consideram o estado como desnecessário, prejudicial e/ou indesejável.
Veganismo é uma dieta e filosofia política que busca excluir a exploração e a crueldade aos animais para quaisquer fins, se esforçando para não usar ou consumir produtos animais de qualquer espécie.

## Origens

A bandeira verde e preta do anarquismo verde

Artigos principais: Direitos dos animais, Anarquismo verde e Anarcoprimitivismo
O termo foi popularizado em 1995, com o panfleto de Brian A. Dominick "Libertação Animal e Revolução Social", descrito como "uma perspectiva vegana sobre o anarquismo ou uma perspectiva anarquista do veganismo" . Ele foi originalmente publicado pela Critical Mess Media. Em seguida, em 1997, foi reimpresso pela Firestarter Press e redistribuído sem direito autoral. Em 2002, foi traduzido para o Português pelas Edições Discordianas. Em alemão por Autonome Tierbefreiungsaktion Hannover, em 2005. Ele é vendido atualmente por AK Press.
O panfleto de 18 páginas, explica como muitos jovens anarquistas na década de 1990 tinham vindo a adaptar a mentalidade da ecologia profunda (animal-inclusiva e antiespecista) como parte de uma filosofia verdeanarquista política global. Da mesma forma, libertadores de animais foram se tornando cada vez mais influenciados pelo pensamento e tradições anarquistas, tornando-se, assim, anarcoveganos e adotando uma práxis comum.
Brian Dominick descreveu suas razões para a necessidade de veganarquismo no capítulo de abertura As Veganarchists ("Como veganarquistas"):

Neste ensaio, eu gostaria de demonstrar que qualquer abordagem para a mudança social deve ser composta de uma compreensão não só das relações sociais, mas também das relações entre os seres humanos e a natureza, incluindo animais não humanos. Eu também espero mostrar aqui por que nenhuma abordagem para a libertação animal é viável sem um entendimento completo de imersão em empreendimento social-revolucionário. Nós devemos todos nos tornar, por assim dizer, "veganarquistas".

## Questões

### Opressão
Decidir se uma opressão é válida e a outra não, é conscientemente limitar a compreensão do mundo, é envolver-se em voluntária ignorância, muitas vezes não por conveniência pessoal.— Brian A. Dominick
Em "Libertação Animal e Revolução Social", Brian A. Dominick descreve como ele acredita que as relações entre a dinâmica de opressão dentro do estabelecimento estão interligados: entre eles, classismo, opressão econômica, estatismo, o sexismo, a homofobia, o patriarcado, o racismo (fundado em etnocentrismo), egoísmo, e o resultado da supremacia humana; especismo e destruição ambiental. Ele afirma que, ao longo da história, o estado tem sido dependente dessas opressões interdependentes. Considera, ainda, que os destinos de todas as espécies estão intrinsecamente interligados, de modo que a exploração de animais deve desempenhar um papel importante sobre o impacto do mundo humano. Isso inclui a domesticação de animais como sendo parcialmente responsável pelo "surgimento do patriarcado, o poder do Estado, a escravidão, hierarquia e dominação de todos os tipos".

### Radicalismo
No veganismo radical, Dominick define o que significa o veganismo, concluindo que não consumir os produtos de animais não humanos não é o verdadeiro significado do termo, mas uma das suas opções de estilo de vida, diferenciando-o do vegetarianismo puro. Ele critica veganos autoproclamados que justificam o livre consumo de produtos das corporações, citando as pobres condições dos trabalhadores e tratamento do trabalho humano, comparando-o ao sofrimento dos animais não humanos. Dominick define, portanto, o veganismo como uma compreensão radical da opressão sofrida por humanos e não humanos, determinando, então, a opção por um estilo de de vida baseado em uma opinião informada e politizada.

### O Reformismo
Dominick descreve anarcoveganos tanto como oposicionistas a medidas reformistas para animais (considerando-lhes a tarefa de liberais ou progressistas ), tais como a concessão de não humanos sufrágio, ou incluem, mas não limitam os seus objetivos para as mudanças dentro da lei. Ele critica a necessidade de o Estado ficar entre os seres humanos e não humanos, detalhando o aumento da criminalidade e da violência devido à proibição do álcool e da guerra contra as drogas, e acreditando que um governo orquestrar a "guerra à carne" só iria causar mais problemas ao invés do freio do abuso aos animais e o reforço dos desejos por produtos de origem animal; prefere uma abordagem não coercitiva para eliminar o consumo animal.
Organizações reformistas, como a The Humane Society of the United States (HSUS) e a People for the Ethical Treatment of Animals (PETA), têm estado sob fortes críticas de anarcoveganos, que normalmente os veem como estando ligados ao assistencialismo compromisso, e angariação de fundos para os animais, portanto, se afastando de objetivos substantivos e significativos.

### Violência
Na violência da vida diária, Brian A. Dominick vê os rótulos da sociedade sendo em grande parte baseados na violência, reforçada pelas imagens veiculadas pela mídia sob controle das empresas. Dominick retrata o poder como um conceito social e diz que "aqueles que recebem a violência naturalmente sofrem uma grave quantidade de perda de poder ". Ele afirma que as vítimas muitas vezes internalizam a opressão, tornando-se, portanto, algozes. Continuando a discutir a violência, Dominick se refere ao abuso de animais - seja diretamente, como com os maus-tratos de animais de estimação, ou indiretamente, pela ingestão de carne, como estando correlacionado à violência social.

### A ação direta

A Animal Liberation Front (ALF) é um movimento veganlibertário.

Alguns anarcoveganos envolvem-se na ação direta. Organizam-se através de grupos como Food Not Bombs, Stop Huntingdon Animal Cruelty (SHAC), a Frente de Libertação Animal (ALF) e Frente de Libertação da Terra (ELF). Autônomos, com células secretas, eles podem tomar medidas contra a carne e laticínios, animais testes de laboratórios, fazendas de peles, as indústrias madeireiras e, mais raramente, instituições governamentais.
Tais ações são normalmente, mas não sempre, não violentas. Embora não necessariamente anarcoveganos, os ativistas têm usado os nomes "Milícia pelos Direitos dos Animais" (ARM), "Células Revolucionárias - Brigada da Liberação Animal" (RCALB), "Departamento de Justiça", e outros, para assumir a responsabilidade por ataques violentos politicamente motivados.